# Derek Boateng
Derek Boateng (Accra, 2. svibnja 1983.) ganski je umirovljeni nogometaš.  Krajem 2015. godine je se oprostio od ganske reprezentacije. Odigrao je 46 utakmica za domovinu.
Prvotno je igrao na mjestu napadača i veznog igrača. Kasnije je prešao na stražnje pozicije. Danas u svom klubu igra na mjestu obrambenog veznog igrača, zbog pozicije iza ostalih igrača u srednjem redu. Ne spada u tradicionalne igrače u veznom redu, zbog njegove sposobnosti čuvanja i prosljeđivanja lopte.

## Klupska karijera

### Početne godine
Boateng se rodio u Accri u Gani. Nogomet je počeo trenitrati s 10 godina, 1993., pridruživši se nogometnoj akademiji za mladež mjesnog kluba Liberty Professionals. Sa 16 godina je potpisao za grčki klub Kalamata FC. Kalamata ga nije pustila na svjetsko prvenstvo u nogometu za igrače mlađe od 17 godina, koje se održavalo 1999. na Novom Zelandu.

### Grčka
Dvije godine poslije je potpisao za Panathinaikos koji je bio vodeći klub grčkog prvenstva. U Panathinaikosu je igrao na mjestu napadača i ofenzivnog veznog zbog svoje brzine i driblerskih sposobnosti.
Pomoćni menedžer Manchester Uniteda Steve McClaren ga je vidio kao mogućeg protivnika u Ligi prvaka. Čim je postao menedžerom u Middlesbroughu 2002., pokušao ga je dovesti u svoj klub. Panathinaikos je pristao, no kako Boateng nije redovno igrao za Ganu, nije mogao dobiti radnu dozvolu. 
Boateng 2002. nije više mogao sačuvati svoje mjesto u Panathinaikosu, pa ga je klub posudio grčkom prvoligašu OFI-ju Kreta.

### Rayo OKC
U siječnju 2016. godine je potpisao kao slobodan igrač ugovor s američkim drugoligašem Rayo OKC. Ganac je želio da se vrati u Švedsku, ali je prihvatio ponudu Amerikanaca za jednogodišnji ugovor. Rayo OKC je njegov jedanaesti klub u karijeru odkad je prešao iz ganskog Liberty Professionals u grčki klub Kalamata 1999. godine.

## Vanjske poveznice
- Ganski nogometni savez (en.)
- Profil (sv.)
- FIFA World Cup 2006  Arhivirana inačica izvorne stranice od 7. ožujka 2007. (Wayback Machine) (en.)